# كيث برات
كيث برات (بالإنجليزية: Keith Pratt)‏ هو مؤرخ وكاتب بريطاني، ولد في 27 يناير 1938.